# Hallucinations (Atrocity)
Hallucinations è il primo album in studio del gruppo musicale tedesco Atrocity, pubblicato nel 1990 dalla Nuclear Blast.

## Tracce
1. Deep in Your Subconscious – 5:26
2. Life Is a Long and Silent River – 3:36
3. Fatal Step – 2:45
4. Hallucinations – 4:30
5. Defeated Intellect – 5:25
6. Abyss of Addiction – 3:39
7. Hold Out (To the End) – 5:14
8. Last Temptation – 5:17

## Formazione

### Gruppo
- Alexander Krull – voce
- Mathias Röderer – chitarra
- Richard Scharf – chitarra
- Oliver Klasen – basso
- Michael Schwarz – batteria